# Камагин, Александр Иванович
Александр Иванович Камагин (1924—1979) — младший лейтенант Советской Армии, участник Великой Отечественной войны, Герой Советского Союза (1945).

## Биография
Александр Камагин родился 27 февраля 1924 года в селе Тюменцево (ныне — Тюменцевский район Алтайского края). После окончания шести классов школы работал в колхозе. В августе 1942 года Камагин был призван на службу в Рабоче-крестьянскую Красную Армию. Окончил школу младших командиров. С сентября 1943 года — на фронтах Великой Отечественной войны. Участвовал в освобождении Украинской ССР и Польши. 17 сентября 1943 года получил ранение.
К лету 1944 года сержант Александр Камагин командовал отделением взвода инженерной разведки 249-го отдельного сапёрного батальона 134-й стрелковой дивизии 69-й армии 1-го Белорусского фронта. Отличился во время Люблин-Брестской и Висло-Одерской операций. Во время боевых действий при форсировании Вислы, Пилицы, Варты и Одера он проделывал проходы в немецких минных полях, переправлял технику, разрушал оборонительных сооружения противника.
Указом Президиума Верховного Совета СССР от 27 февраля 1945 года за «умелое выполнение боевых задач, отвагу и героизм, проявленные в боях с немецкими захватчиками» сержант Александр Камагин был удостоен высокого звания Героя Советского Союза с вручением ордена Ленина и медали «Золотая Звезда» за номером 4700.
В 1946 году в звании младшего лейтенанта Камагин был уволен в запас. Проживал в Люблино (ныне — в черте Москвы). Умер 1 января 1979 года, похоронен на Хованском Северном кладбище Москвы.
Был также награждён орденами Отечественной войны 2-й степени и Красной Звезды, рядом медалей.